# Castlevania 64
Castlevania (悪魔城ドラキュラ黙示録, Akumajō Dracula Mokushiroku, «castell demoníac de Dràcula: apocalipsi»), conegut extraoficialment com a Castlevania 64, és un videojoc del 1999 publicat per a Nintendo 64. És el primer de la saga a donar el salt a les tres dimensions, així com en aparèixer en el sistema de 64 bits de Nintendo. Va ser desenvolupat per Konami Computer Entertainment of Kobe.
És un videojoc lineal que té diversos escenaris, en ells es troben diversos enemics clàssics de Castlevania, com els esquelets, els ratpenats, els caps de drac, meduses, etc. Així com nous enemics com l'esquelet en motocicleta i l'esquelet explosiu.
Curiosament és l'únic títol de la saga junt amb el seu successor que inclou vampirs com a enemics casuals, sent en tres ocasions els caps finals d'algun nivell.
Al videojoc pots escollir entre dos personatges: Carrie Fernández, descendent de la dinastia Renard, és una jove de 12 anys que usa per atacar una esfera d'energia i uns cèrcols verds. També es troba Reinhardt Schneider Belmont, que porta el fuet de la seva família i una espasa.
El joc inclou les també clàssiques armes secundàries, és a dir, les dagues, la destral, l'aigua beneïda, etc.
Històricament la seva protoseqüela directa seria Castlevania: Legacy of Darkness, la qual inclou com un extra en acabar la manera història, la mateixa aventura de Castlevania 64.
Depenent de si s'aconsegueix o no acabar el joc abans de 15 dies s'aconseguirà un final millor o pitjor.